# Wallenbergpriset
Wallenbergpriset är en utmärkelse för unga matematiker. Priset instiftades 1983 och delades ut två gånger innan det 1987 blev Wallenbergpriset, finansierat av Marianne och Marcus Wallenbergs Stiftelse. Pristagarna utses av Svenska Matematikersamfundet.

## Pristagare[3]
- 1983 – Torsten Ekedahl
- 1984 – Svante Janson och Anders Melin
- 1985 –
- 1986 –
- 1987 – Johan Håstad
- 1988 – Mikael Passare och Ulf Persson
- 1989 – Arne Meurman
- 1990 – Håkan Eliasson
- 1991 – Per Salberger
- 1992 – Håkan Hedenmalm
- 1993 – Johan Råde
- 1994 – Mats Andersson
- 1995 – Kurt Johansson och Anders Szepessy
- 1996 – Peter Ebenfelt
- 1997 – Erik Andersén och Bernt Wennberg
- 1998 – Lars Ernström och Timo Weidl
- 1999 – Olle Häggström
- 2000 – Tobias Ekholm och Erik Palmgren
- 2001 – Warwick Tucker
- 2002 – Pär Kurlberg och Genkai Zhang
- 2003 – Dmitrij Kozlov och Oleg Safronov
- 2004 – Julius Borcea (en) och Serguei Shimorin
- 2005 – Hans Rullgård och Andreas Strömbergsson
- 2006 – Mattias Jonsson
- 2007 – Hans Ringström
- 2008 – Petter Brändén och Anders Karlsson
- 2009 – Mats Boij och Kaj Nyström
- 2010 – Robert Berman
- 2011 – Johan Wästlund
- 2012 – Kristian Bjerklöv och Andreas Rosén
- 2013 – Håkan Samuelsson Kalm och Elizabeth Wulcan
- 2014 – Fredrik Viklund
- 2015 – Jonatan Lenells och David Rydh
- 2016 – John Andersson och Erik Wahlén
- 2017 – Maurice Duits
- 2018 – Dan Petersen och David Witt Nyström
- 2019 – Michael Björklund och Erik Lindgren[4]
- 2020 – Thomas Kragh[5]
- 2021 – Magnus Goffeng
- 2022 – Wushi Goldring och Martin Raum
- 2023 – Lilian Matthiesen och Olof Sisask[6]
- 2024 – Malin Palö Forsström och Cecilia Holmgren[7]